# Kapfenstein
Kapfenstein is een gemeente in de Oostenrijkse deelstaat Stiermarken, gelegen in het district Feldbach. De gemeente heeft ongeveer 1700 inwoners.

## Geografie
Kapfenstein heeft een oppervlakte van 28,51 km². De gemeente ligt in het zuidoosten van de deelstaat Stiermarken en ligt dicht bij de Hongaarse en Sloveense grens.
Bad Gleichenberg · Bad Radkersburg · Deutsch Goritz · Edelsbach bei Feldbach · Eichkögl · Fehring · Feldbach · Gnas · Halbenrain · Jagerberg · Kapfenstein · Kirchbach-Zerlach · Kirchberg an der Raab · Klöch · Mettersdorf am Saßbach · Mureck · Paldau · Pirching am Traubenberg · Riegersburg · Sankt Anna am Aigen · Sankt Peter am Ottersbach · Sankt Stefan im Rosental · Straden · Tieschen · Unterlamm
- Gemeinsame Normdatei: 4097636-1
- Library of Congress Control Number: n84222390
- Nationale Bibliotheek van Tsjechië: ge771425
- Nationale Bibliotheek van Israël: 987007559926705171
- Virtual International Authority File: 129061119
- WorldCat: E39PBJwHghCj9jtJ9BF9kmH3cP